# Sport Club Corinthians Paulista B
O Sport Club Corinthians Paulista B ou simplesmente Corinthians B é um time de futebol de São Paulo alternativo ao Corinthians principal, servindo principalmente para revelar jogadores para a equipe principal. Atualmente disputa competições de base.

## História
A equipe foi campeã da sexta divisão do campeonato Paulista em 2001 e chegou a participar da Copa Federação Paulista de Futebol (atualmente chamada Copa Paulista) entre 2004 e 2007.Atualmente a equipe participa da Copa Paulista de Futebol.

## Estádio
O Estádio Municipal Antônio Soares de Oliveira, mais conhecido como "Ninho do Corvo", por conta do mascote do clube de Guarulhos é um estádio de futebol localizado no bairro de Tranquilidade, de propriedade da prefeitura de Guarulhos, com capacidade de 6.000 lugares.
Neste estádio, atuam como mandantes as equipes de futebol do A.A. Flamengo e a do A.D. Guarulhos, que disputam atualmente a série B (equivalente à 4º divisão do Campeonato Paulista), e o Corinthians B, que disputa a Copa Paulista de Futebol.

## Títulos

### Estaduais
- Campeonato Paulista - Série B3: 1 (2001)*
- Campeonato Paulista Sub-20: 4 (1970, 1997, 2014 e 2015)
- Campeonato Paulista Sub-17: 4 (2002, 2005, 2007 e 2013)
- Campeonato Paulista Sub-15: 4 (2005, 2006, 2010 e 2013)

*Título profissional

### Nacionais
- Campeonato Brasileiro de Futebol Sub-20: 1 (2014 )
- Copa São Paulo de Juniores: 11 (1969, 1970, 1995, 1999, 2004, 2005, 2009, 2012 e 2015, 2017, 2024)

- Taça Belo Horizonte de Futebol Junior: 1 (2015 )

### Continentais
- Copa do Mundo de Clubes da FIFA Sub-15  (2015)